# Christopher Clive Langton Gregory
Christopher Clive Langton Gregory (geboren 13. Mai 1892 in Parkstone, Dorset; gestorben 24. November 1964 in Crookham Village, Hampshire) war ein britischer Astronom.

## Leben
Clive Gregory war Sohn eines Pfarrers. Er studierte Mathematik am Downing College in Cambridge und machte 1915 einen B.A. Er wurde Soldat im Ersten Weltkrieg und wurde in Frankreich eingesetzt. Sein Studium der Astronomie und Astrophysik setzte er am Imperial College bei Alfred Fowler fort und erhielt 1917 ein Diplom. Gregory ging 1919 an das Helwan-Observatorium in Ägypten, wo er über Galaxien forschte, und wurde 1921 bei seiner Rückkehr nach England Lecturer für Astronomie am University College London (UCL). 1921 wurde er Fellow der Royal Astronomical Society.
Gregory sorgte 1929 für die Gründung des University of London Observatory im Stadtteil Mill Hill. Er wurde Senior Lecturer am UCL und etablierte die Ausbildung in der Astronomie am Observatorium. Von 1938 bis 1950 war er Direktor des Observatoriums. Im Zweiten Weltkrieg wurde die Lehre eingestellt, und Gregory war vorwiegend in der Admiralty eingesetzt.
Gregory heiratete Helen Patricia Gibson, der Psychologe Richard Gregory (1923–2010) ist ein Sohn.
Gregory interessierte sich für philosophische Fragestellungen, wandte sich unter dem Einfluss der Fundamental Theory (1946) des Kollegen Arthur Stanley Eddington der Kosmologie zu und ließ sich emeritieren. Er heiratete 1954 in zweiter Ehe die deutsche Emigrantin und Psychologin Anita Kohsen (1925–1984), mit der er zwei Töchter hatte. Gemeinsam mit ihr publizierte er mehrere Schriften zur Parapsychologie und Kosmologie und gab die Zeitschrift Cosmos heraus. Mit Unterstützung des Konzeptkünstlers John Latham gründeten sie das Institute for the Study of Mental Images.
Gregory starb bei einem Verkehrsunfall.

## Schriften (Auswahl)
- A. Fowler, C. C. L. Gregory: The ultra-violet band of ammonia and its occurrence in the solar spectrum. DIC Imperial College London, 1917
- C.C.L. Gregory, Anita Kohsen: Physical and psychical research : An analysis of belief. Reigate : Omega Press, 1954
- C.C.L. Gregory, A. Kohsen: A new theoretical basis for psi : addressed to members of the Society for Psychical Research. Gally Hill, Church Crookham, Hants : Institute for the Study of Mental Images, 1956
- C.C.L. Gregory, A. Kohsen: The o-structure : an introduction to psychophysical cosmology. Hampshire : Institute for the Study of Mental Images, 1959